# 1967 في جنوب إفريقيا
فيما يلي قوائم الأحداث التي وقعت خلال عام 1967 في جنوب أفريقيا.

## سياسة

### انتهاء فترة المنصب
- 1 يونيو – شارل روبيرت سوارت رئيس الدولة في جنوب أفريقيا.

## مواليد

### يونيو
- 26 يونيو – دكتور كومالو لاعب كرة قدم جنوب أفريقي.
- 27 يونيو – أندري آريندسي لاعب كرة قدم جنوب أفريقي.

## وفيات

### يوليو
- 21 يوليو – باسل راثبون (مواليد 1892) ممثل بريطاني.